# Ulf Widerström
Ulf Emanuel Widerström, född 8 juni 1914 i Stockholm, död 18 mars 2002, var en svensk väg- och vattenbyggnadsingenjör samt industriman.

## Biografi
Widerström var son till generalkonsul Karl Widerström och hans hustru Ellinor född Wrangel. Han utexaminerades från Kungliga Tekniska högskolan 1937 och var anställd vid AB Vattenbyggnadsbyrån 1937–1940 och vid Väg- och vattenbyggnadsstyrelsen 1940–1942. Han blev avdelningschef vid AB Skånska Cementgjuteriet 1942, disponent 1959, vice verkställande direktör 1963, var verkställande direktör där 1965–1977 och styrelseordförande 1977–1979. Han var ordförande i Svenska Byggnadsentreprenörföreningen (SBEF) 1972–1977.
Widerström ingick 1944 äktenskap med Barbro Kjellström (1920–2015), dotter till Nils Kjellström (1892–1979). Ulf Widerström är begravd på Djursholms begravningsplats.